# Physula
Physula is een geslacht van vlinders van de familie spinneruilen (Erebidae), uit de onderfamilie Herminiinae.

## Soorten
- P. anchisa Druce, 1891
- P. margotalis Schaus, 1906
- P. mesortha Hampson
- P. migralis Guenée, 1854
- P. synnaralis Guenée, 1862